# Truce
Truce is een studioalbum van Markus Reuter featuring Fabio Trentini en Asraf Sirkis. Het werd op een dag (16 mei 2019) opgenomen in La Casa Murada in Spanje. Het is een combinatie van fusion, funk en freejazz. Het album was het honderdste album uitgegeven door Moonjune (MJR100). Er werd live ingespeeld met ook live loopingtechnieken, die resulteerden in ambientachtige achtergrondklanken tegenover stuwend werk van de drie. Klanken komen overeen met het album Polytown van David Torn (gitaar), Mick Karn (bas_ en Terry Bozzio (drums).

## Musici
- Markus Reuter – touch guitars, live looping
- Fabio Trentini – fretloze basgitaar, bas-synthesizer
- Asaf Sirkis – drumstel

## Muziek
Alle muziek en teksten zijn geschreven door Reuter, Trentini, Sirkis. 
| Nr. | Titel                    | Duur  |
| --- | ------------------------ | ----- |
| 1.  | The truce                | 11:56 |
| 2.  | Swoonage                 | 3:25  |
| 3.  | Bogeyman                 | 7:28  |
| 4.  | Be still my brazen heart | .8:46 |
| 5.  | Power series             | 9:03  |
| 6.  | Let me touch your batman | 9:52  |
| 7.  | Gossamer things          | 11:50 |